# Národní park Glacier Bay
Národní park Glacier Bay je chráněné území v USA. Oblast v okolí Glacier Bay v jihovýchodní části Aljašky byla vyhlášena 25. února 1925 první přírodní památkou USA. Dne 2. prosince 1980 byl na základě Alaska National Interest Lands Conservation Act zřízen národní park Glacier Bay National Park and Preserve.

## Popis
Glacier Bay National Park and Preserve je národní park v USA v jihovýchodní části Aljašky, západně od Juneau. Území parku zahrnuje biosférickou rezervaci zřízenou v roce 1986 a je součástí světového dědictví UNESCO. Národní park zabírá 13 287 km². Značná část parku je prohlášena divočinou, která zabírá 10 784 km² z území parku.
Do parku nevedou žádné cesty, nejdostupnější je park letecky. V létě sem do malé osady Gustavus připlouvají trajekty nebo míří přímo do přístaviště v Bartlett Cove. I přes nedostatek cest navštíví park přes 400 000 návštěvníků – většina na výletních lodích.

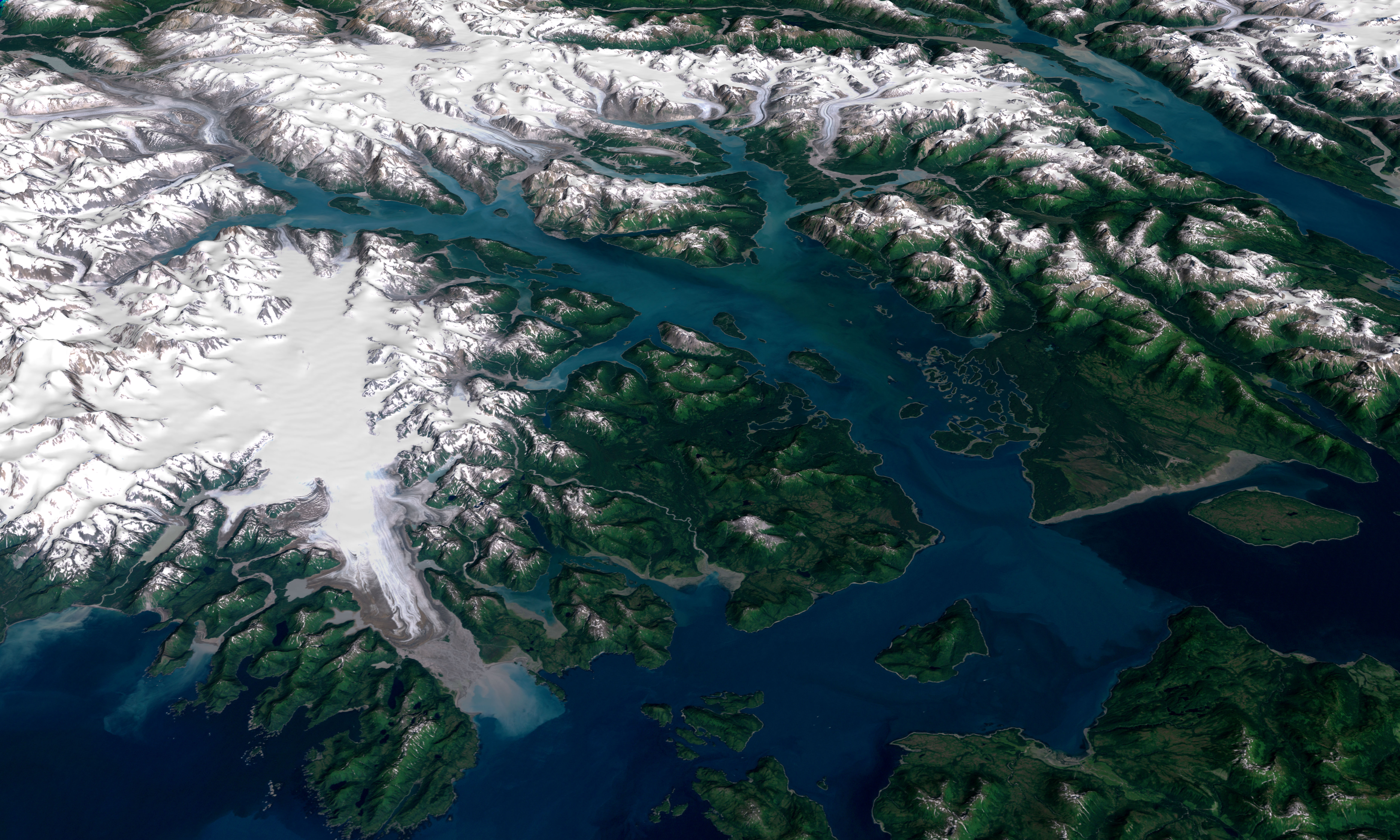
Vizualizace Glacier Bay vycházející z dat družice Landsat a modelu reliéfu USGS

Ledovce sestupující z vysokých sněžných čapek okolních hor do zálivu a vytvářejí působivou přehlídku ledových a ledovcových útvarů. V posledním století byl pravděpodobně nejúžasnější Muir Glacier – z čela ledovce o šířce téměř 3,2 km a výšce 80 m se odlamovaly ledové kry. V devadesátých letech 20. století, Muir Glacier ustoupil natolik, že nedosahoval k pobřeží zaplavovanému přílivem. Většina návštěvníků dnes obdivuje Margerie a Lamplugh Glacier.
Joseph Whidbey, plavební mistr na HMS Discovery během Vancouverovy expedice v letech 1791–1795, objevil Icy Strait v jižní části Glacier Bay, v roce 1794 ještě zahlcený ledem. Glacier Bay sám byl téměř zcela pokryt ledem. V roce 1879 přírodovědec John Muir zaznamenal ústup ledovce téměř z celého zálivu, zhruba o sedmdesát sedm kilometrů. Roku 1916 byl Grand Pacific Glacier na konci Tarr Inlet – tedy 105 km (65 mil) od ústí Glacier Bay. To je nejrychlejší zaznamenaný ústup ledovce vůbec.
V Glacier Bay National Park and Preserve je devět ledovců v přílivových vodách. U čtyř z nich dochází k telení.
Fauna je zastoupena různými druhy: medvěd grizzly a medvěd baribal, los evropský, jelenec ušatý, kamzík bělák, ovce aljašská, vlk obecný, rys, vydra mořská, tuleň obecný, lachtan ušatý, plískavice plochočelá, kosatka dravá, keporkak, orel bělohlavý, rackovití, vodní ptáci a lososi.

## Světové dědictví
Kluane / Wrangell–St. Elias / Glacier Bay / Tatshenshini-Alsek přeshraniční systém parků sestávající z národních parků Kluane, Wrangell-St Elias, Glacier Bay a Tatshenshini-Alsek, byl vyhlášen organizací UNESCO světovým dědictvím v roce 1979 pro své působivé ledovcové krajiny a rovněž jako významné místo výskytu medvěda grizzly, soba polárního a ovce aljašské.